# Намаешти (Арђеш)
Намаешти (рум. Nămăești) насеље је у Румунији у округу Арђеш у општини Ваља Маре-Правац. Oпштина се налази на надморској висини од 739 m.

## Становништво
Према подацима из 2002. године у насељу је живело 713 становника.

### Попис2002.
| Расподела становништва по националности 2002.‍ | Расподела становништва по националности 2002.‍ | Расподела становништва по националности 2002.‍ | Расподела становништва по националности 2002.‍ | Расподела становништва по националности 2002.‍ |
| --------------------------------------------- | --------------------------------------------- | --------------------------------------------- | --------------------------------------------- | --------------------------------------------- |
|                                               |                                               |                                               |                                               |                                               |
| Румуни                                        | Румуни                                        |                                               | 687                                           | 96,4%                                         |
| Роми                                          | Роми                                          |                                               | 26                                            | 3,6%                                          |